# 六山

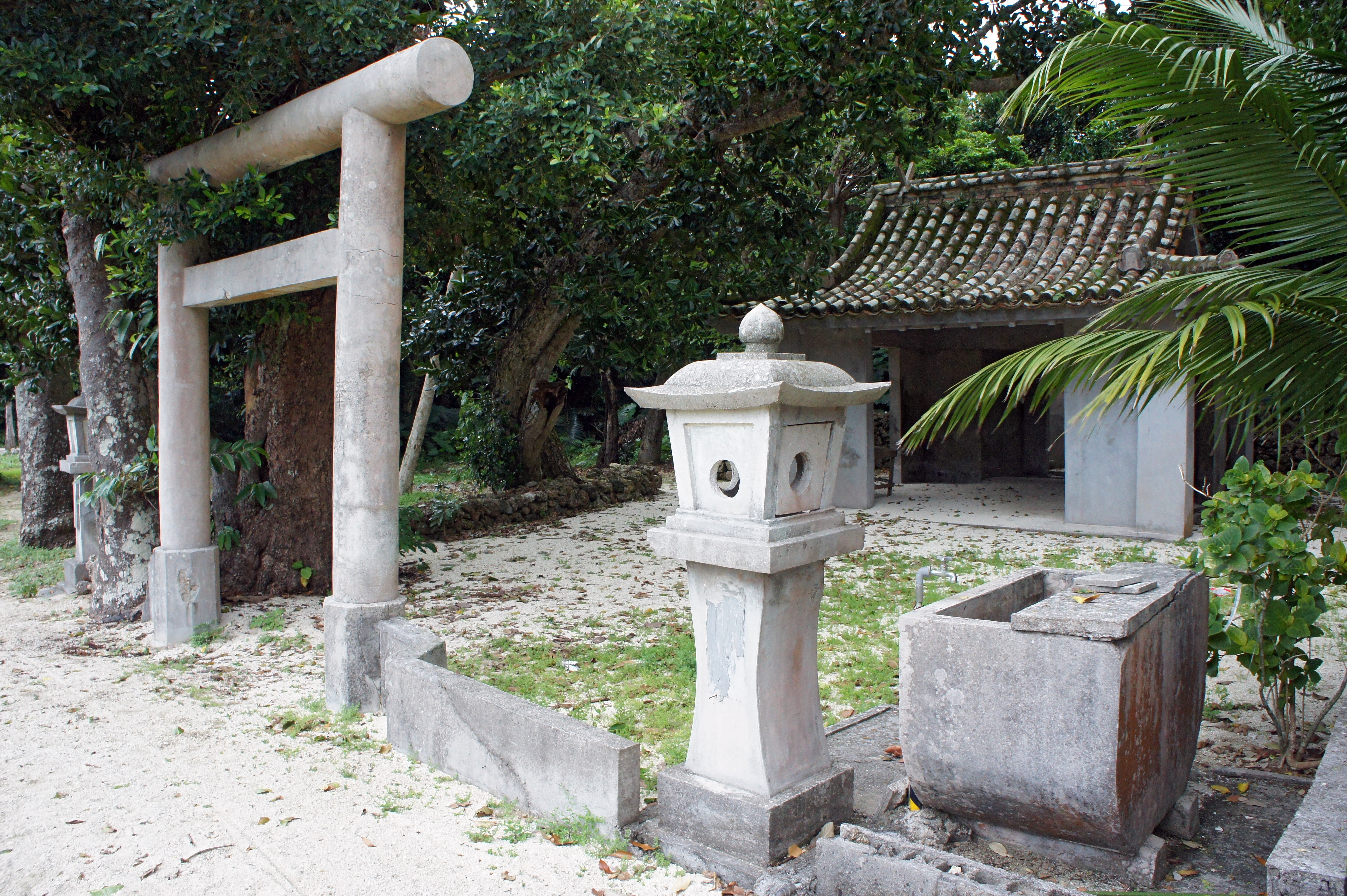
玻座間御嶽

六山、六御嶽（ムーヤマ、ムトゥヌヤマ）は、沖縄県八重山郡竹富町の竹富島にある6つの御嶽（竹富島では「ウタキ」ではなく「オン」と呼ぶ）である。

## 概要
竹富島に28ヶ所ある御嶽の中で、『八重山島由来記』に記された6つの御嶽の総称である。かつて竹富島には各地から渡来した6人の酋長がいて、守護神の招来を願ったところ6柱の神が招来されたのでそれぞれを御嶽に祀ったとされ、後には酋長も御嶽に祀られるようになったという。これらの御嶽にはそれぞれ、神事を司る神司（かんつかさ）がいる。

## 六山一覧
- 玻座間御嶽（ウーリャオン）

玻座間集落の北部に位置する。屋久島から渡来した根原カンドゥが拝み始めたとされる。

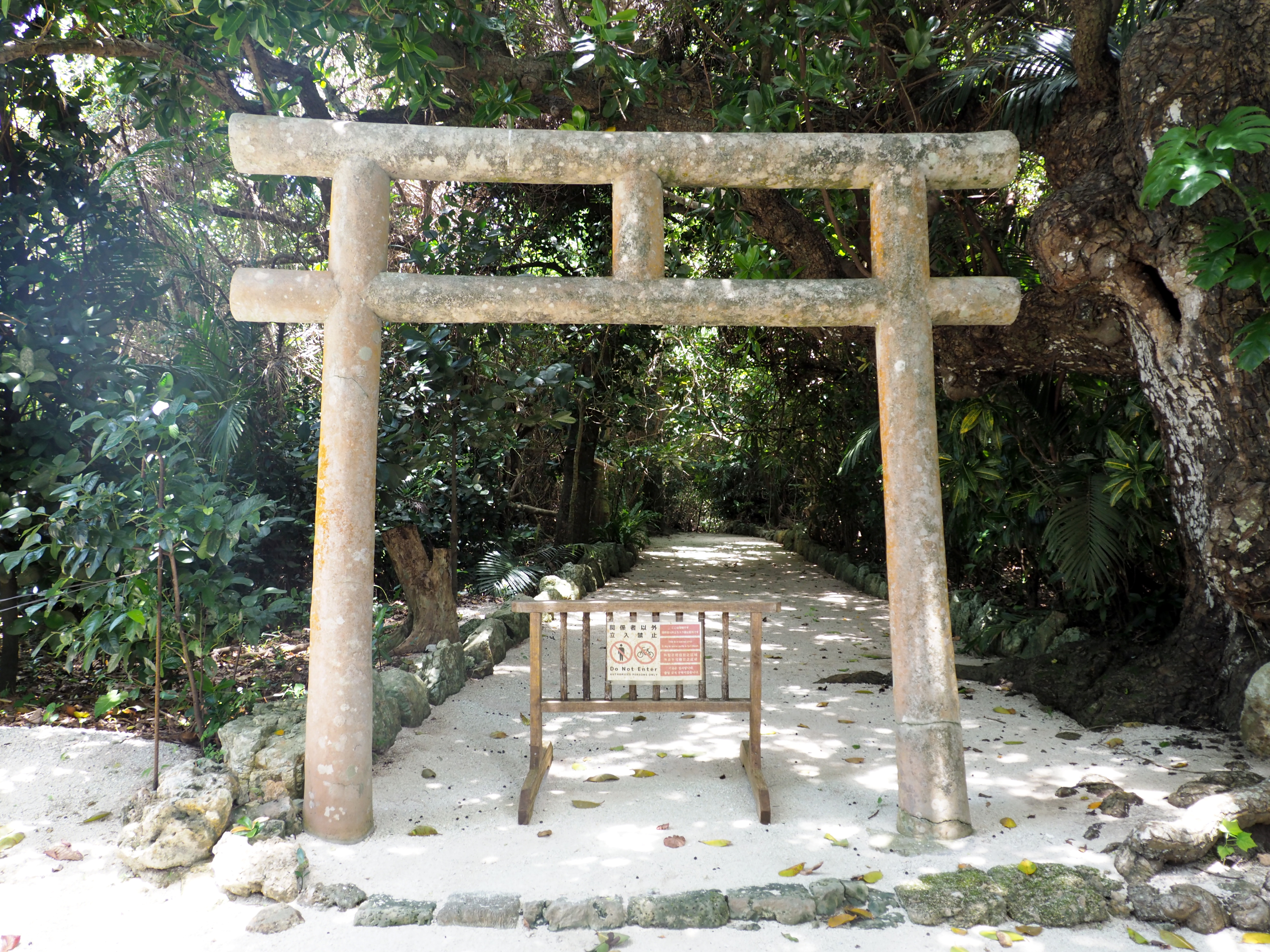
仲筋御嶽（サージオン）
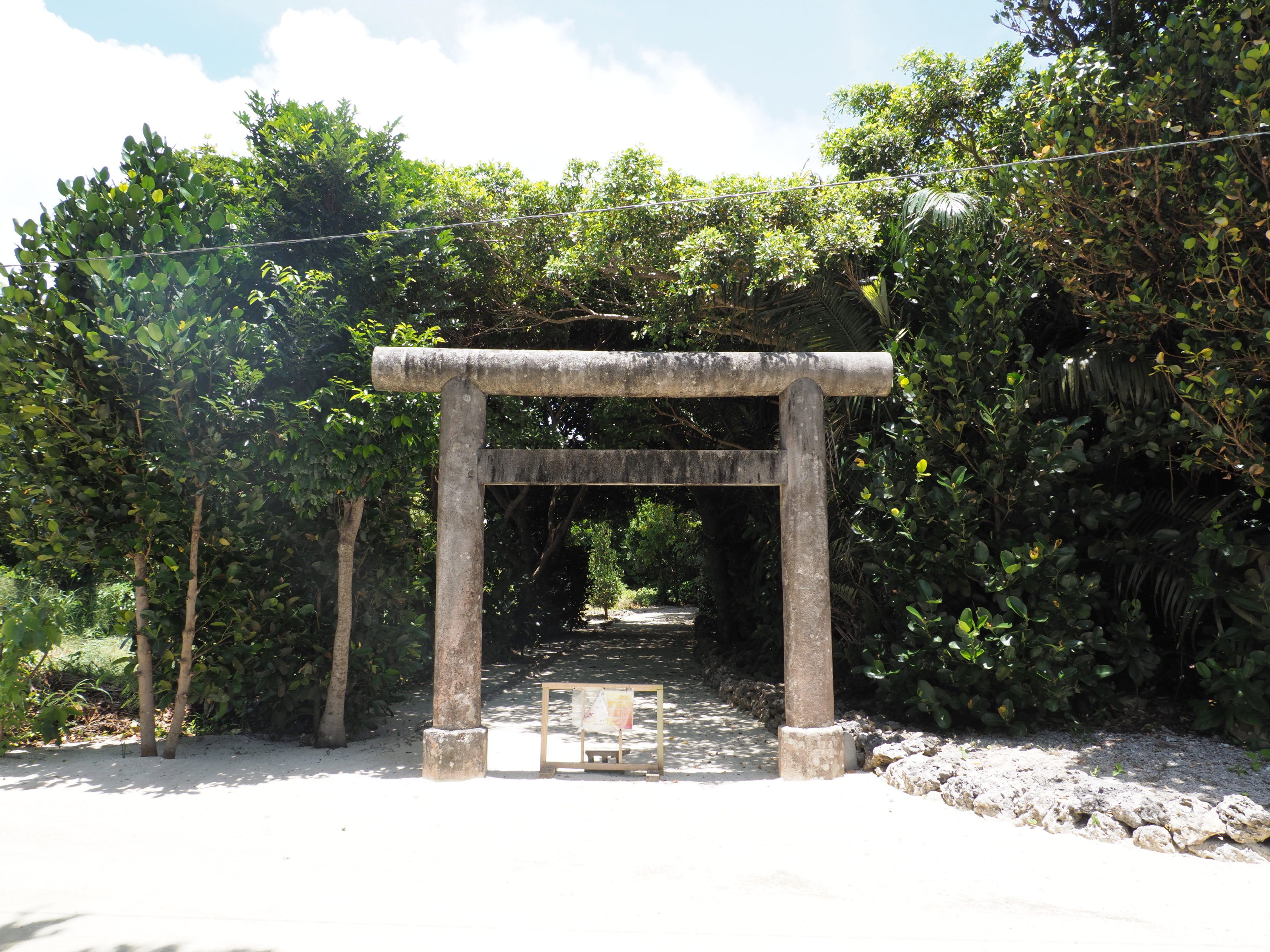
幸本御嶽
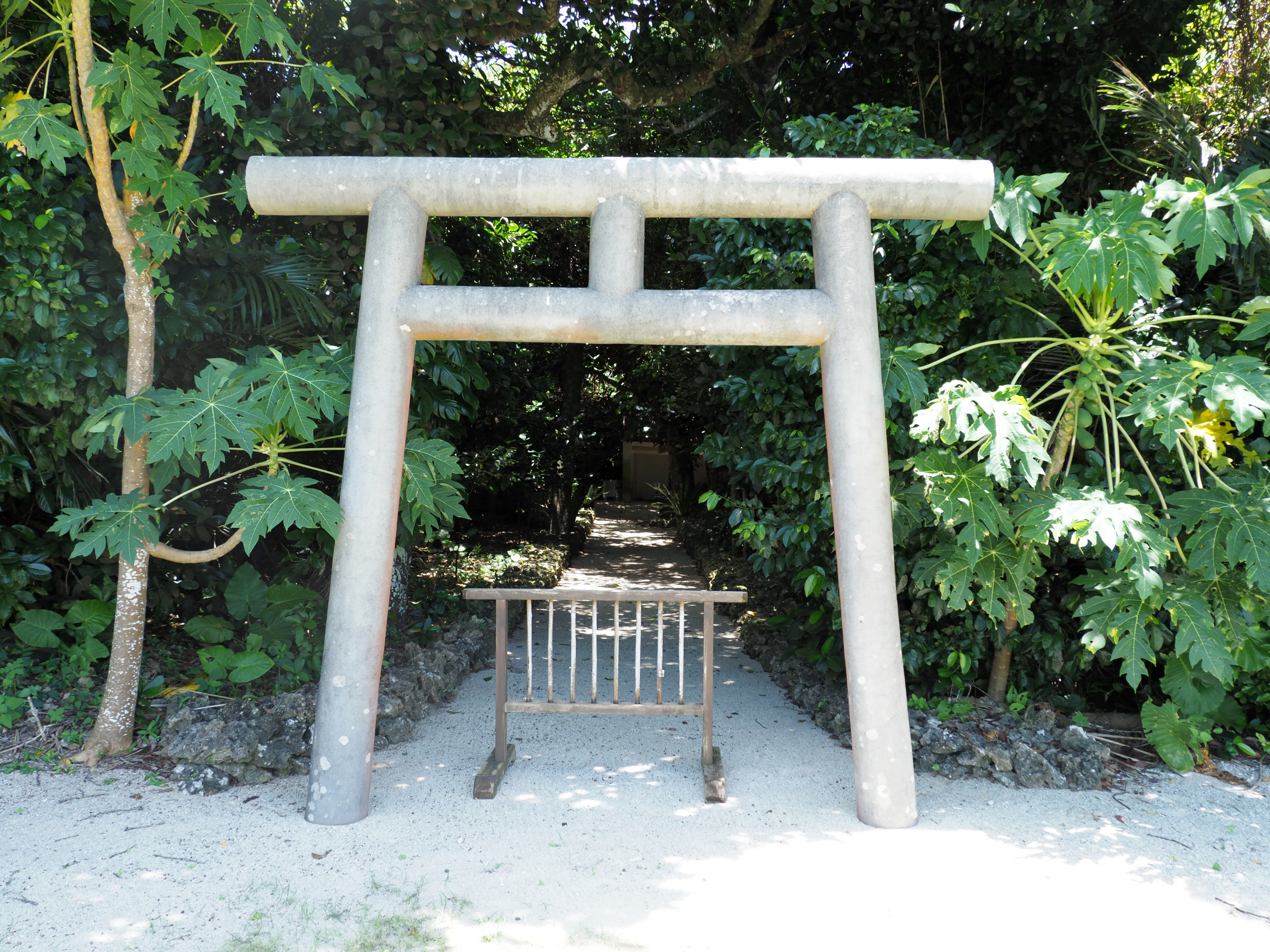
久間原御嶽
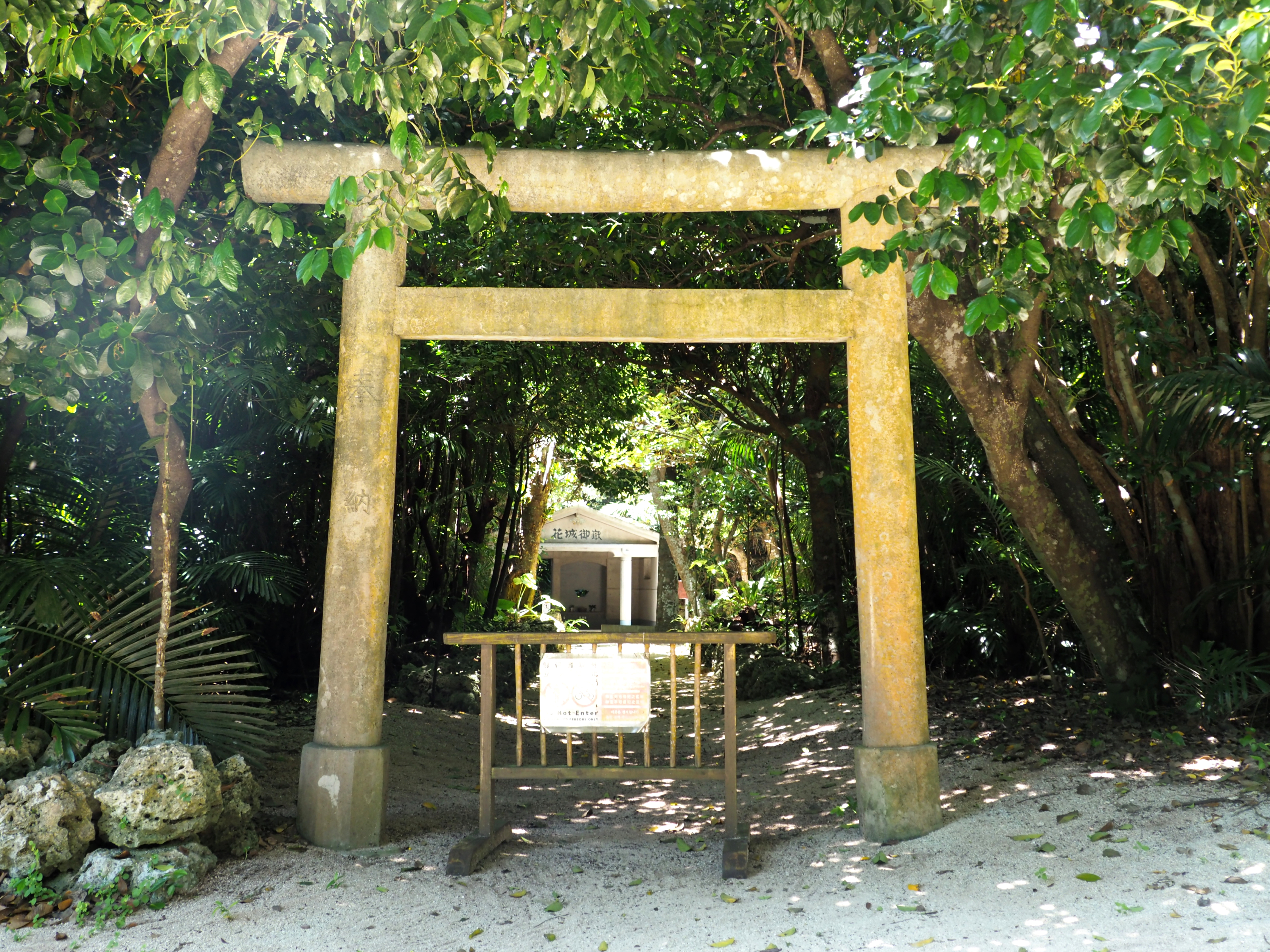
花城御嶽
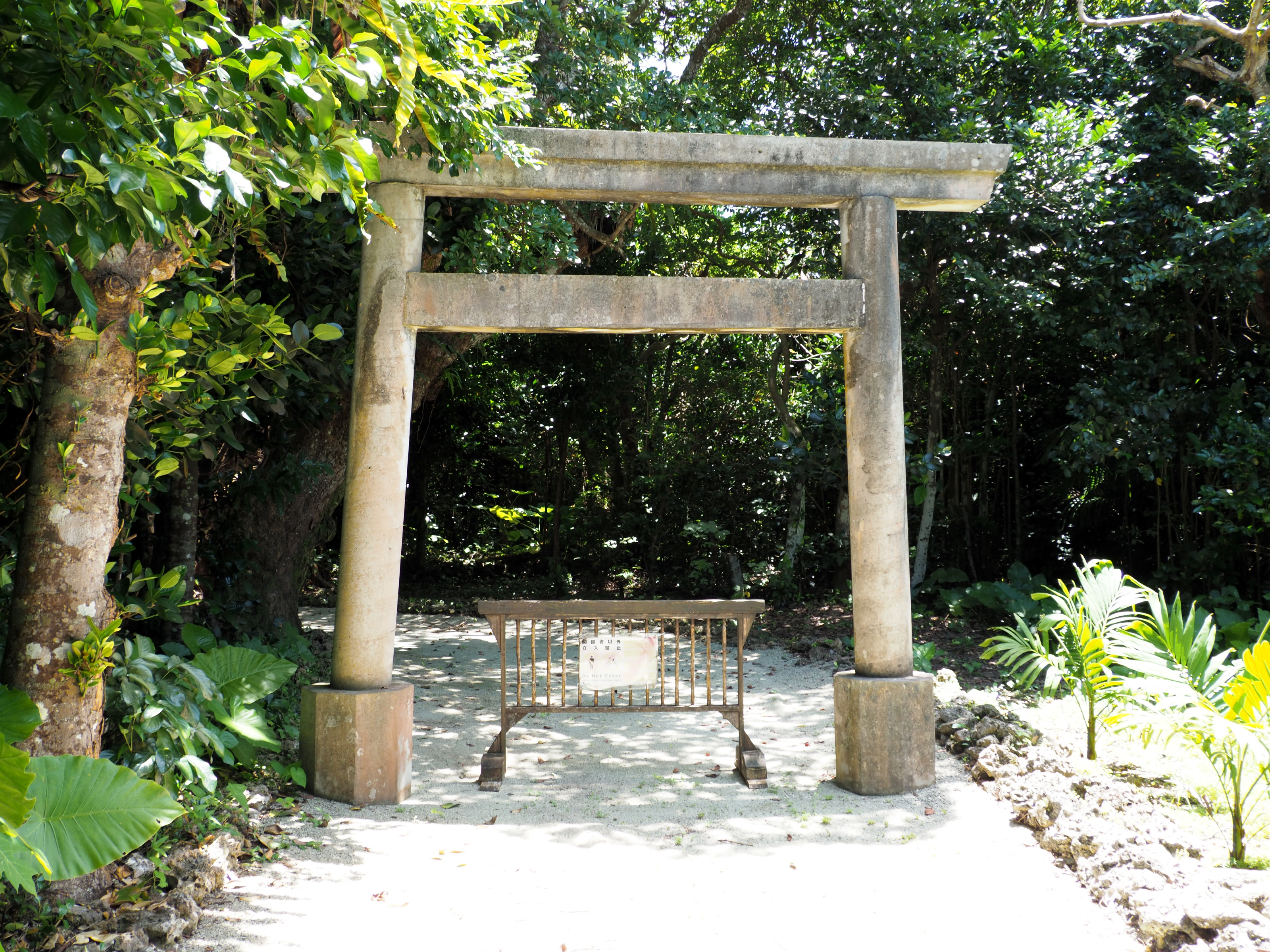
波利若御嶽

竹富小中学校の西に位置する。沖縄本島から渡来したアラシハナカサナリが拝み始めたとされる。
- 幸本御嶽（コントゥオン）

仲筋集落の西部に位置する。久米島から渡来したコントゥフシカーラ（幸本節瓦）が拝み始めたとされる。
- 久間原御嶽（クマーラオン）

東集落の東方に位置する。沖縄本島から渡来した久間原ハツガニが拝み始めたとされる。
- 花城御嶽（ハナックオン）

久間原御嶽の先の小丘に位置する。沖縄本島から渡来したタカネドノ（他金殿）が拝み始めたとされる。1957年及び2011年に改築されている。
- 波利若御嶽（バイヤオン）

花城御嶽の向かいに位置する。徳之島から渡来したスーガードゥン（塩川トノ）が拝み始めたとされる。
- 仲筋御嶽
- 幸本御嶽
- 久間原御嶽
- 花城御嶽
- 波利若御嶽

## 八山・九山

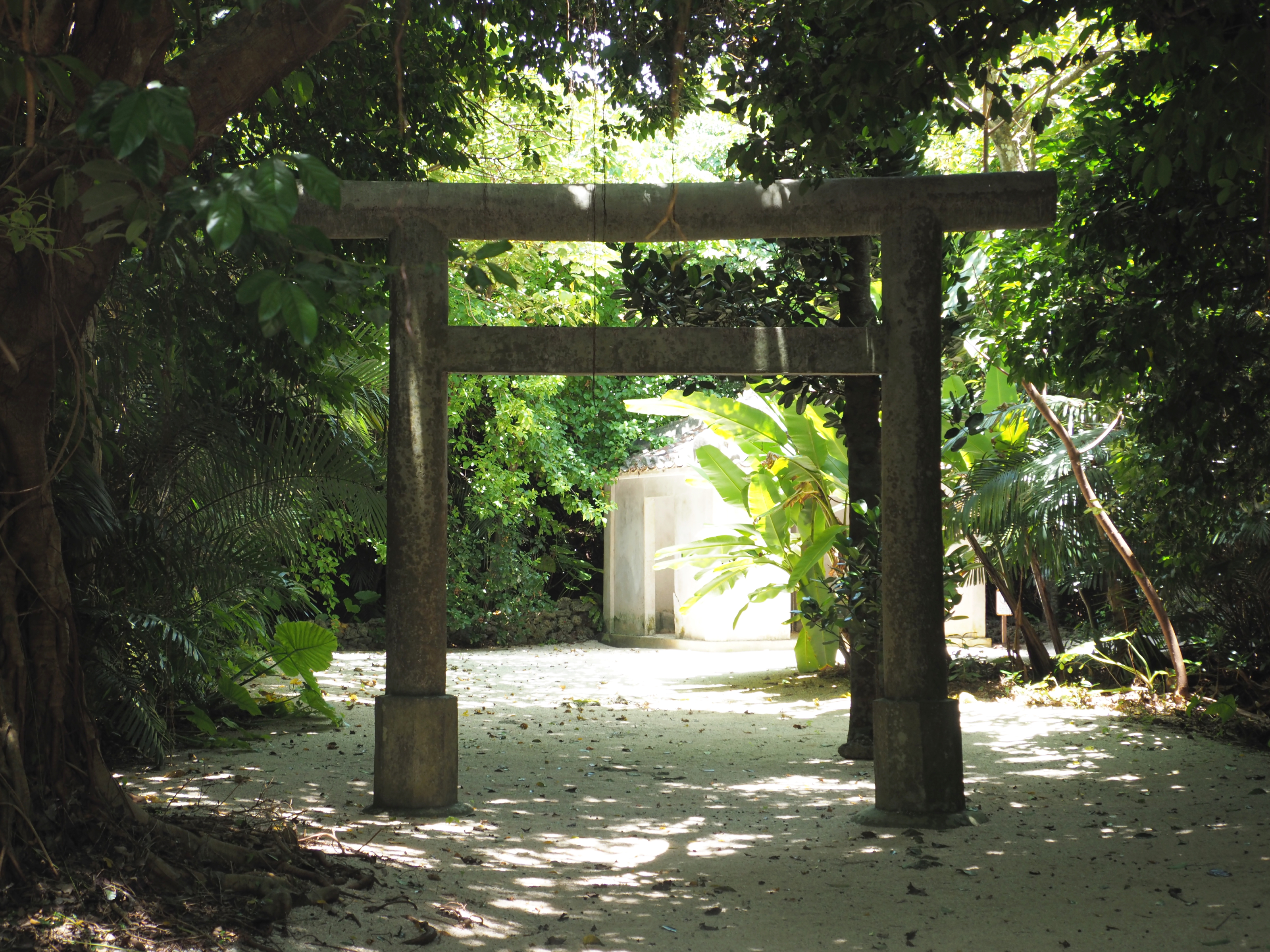
国仲御嶽

六山に以下の2つの御嶽を加えたものを八山、八御嶽（ヤーヤマ）と呼ぶ。
- 国仲御嶽（フィナーオン）

島のほぼ中央の国仲原に位置する。西塘が首里の園比屋武御嶽の神を分祀したもの。

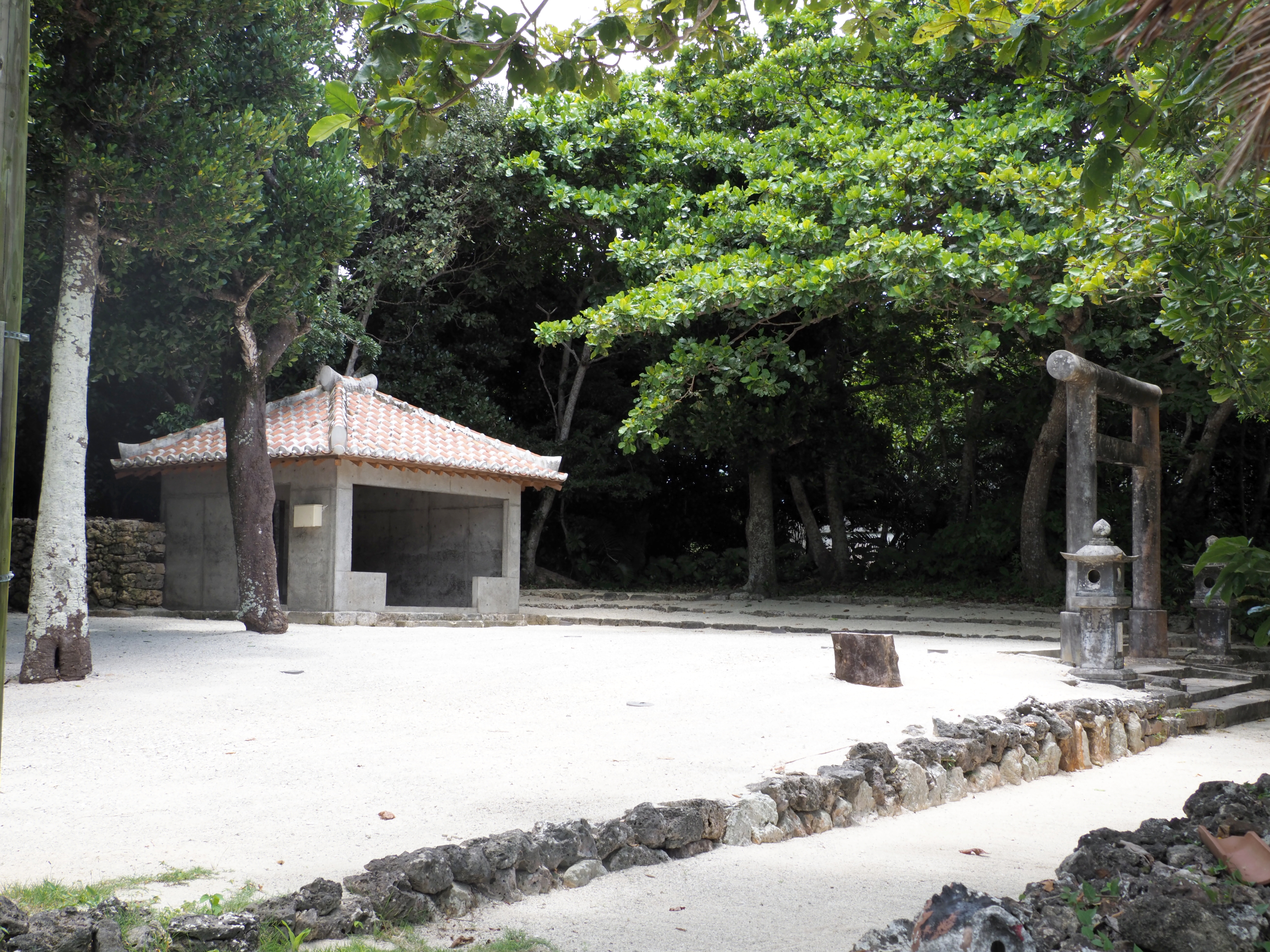
清明御嶽（マイヌオン）
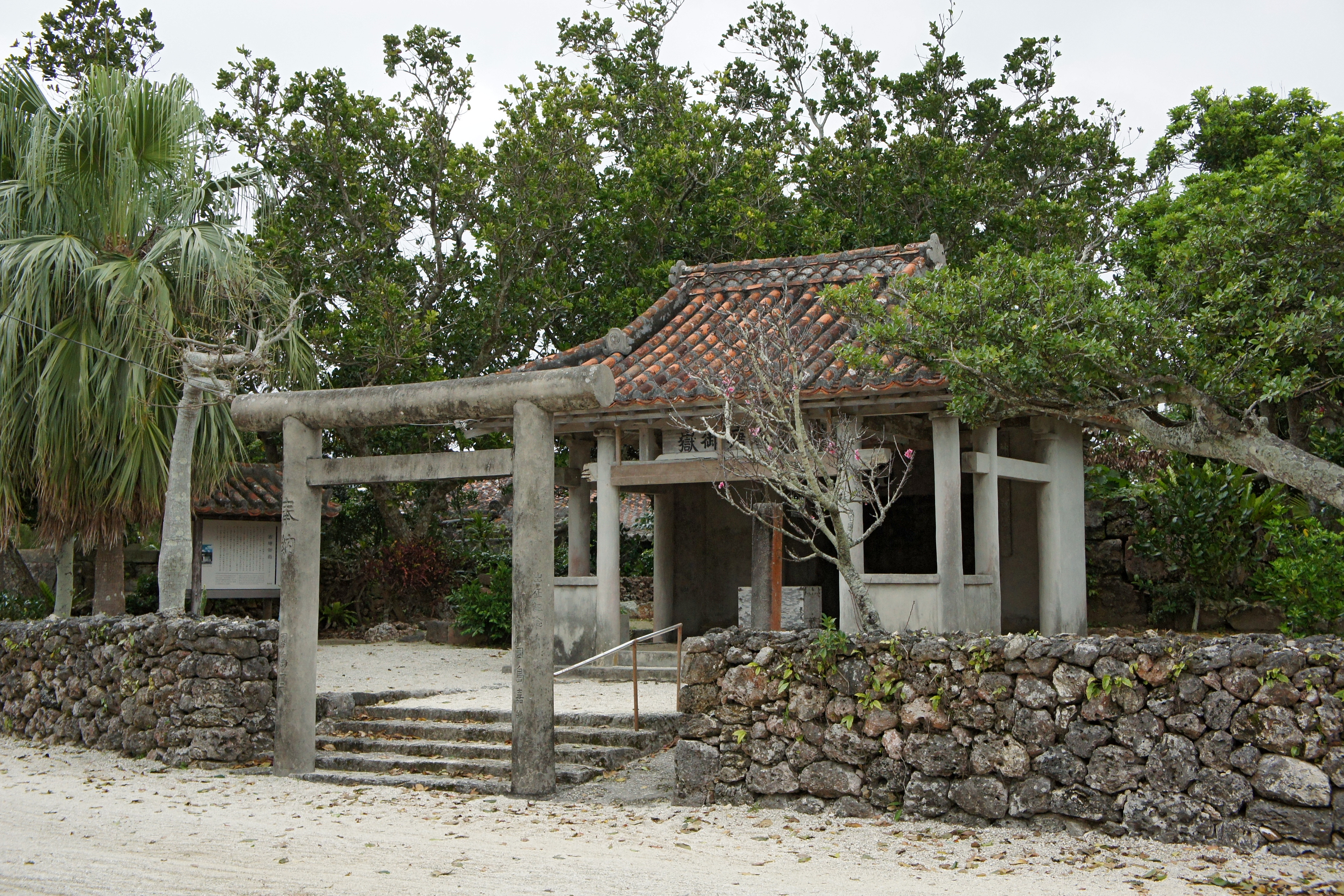
西塘御嶽

竹富小中学校の西北に位置する。島を造ったシンミガナシとオモトテラスホーラスの2神を祀る。結願祭での奉納芸能の舞台となる。
さらに以下の御嶽を加えたものを九山、九御嶽（クヌヤマ）と呼ぶ。
- 西塘御嶽（ニシトウオン）

玻座間集落のほぼ中央に位置する。西塘を祀る。
- 清明御嶽
- 西塘御嶽

## 村御嶽

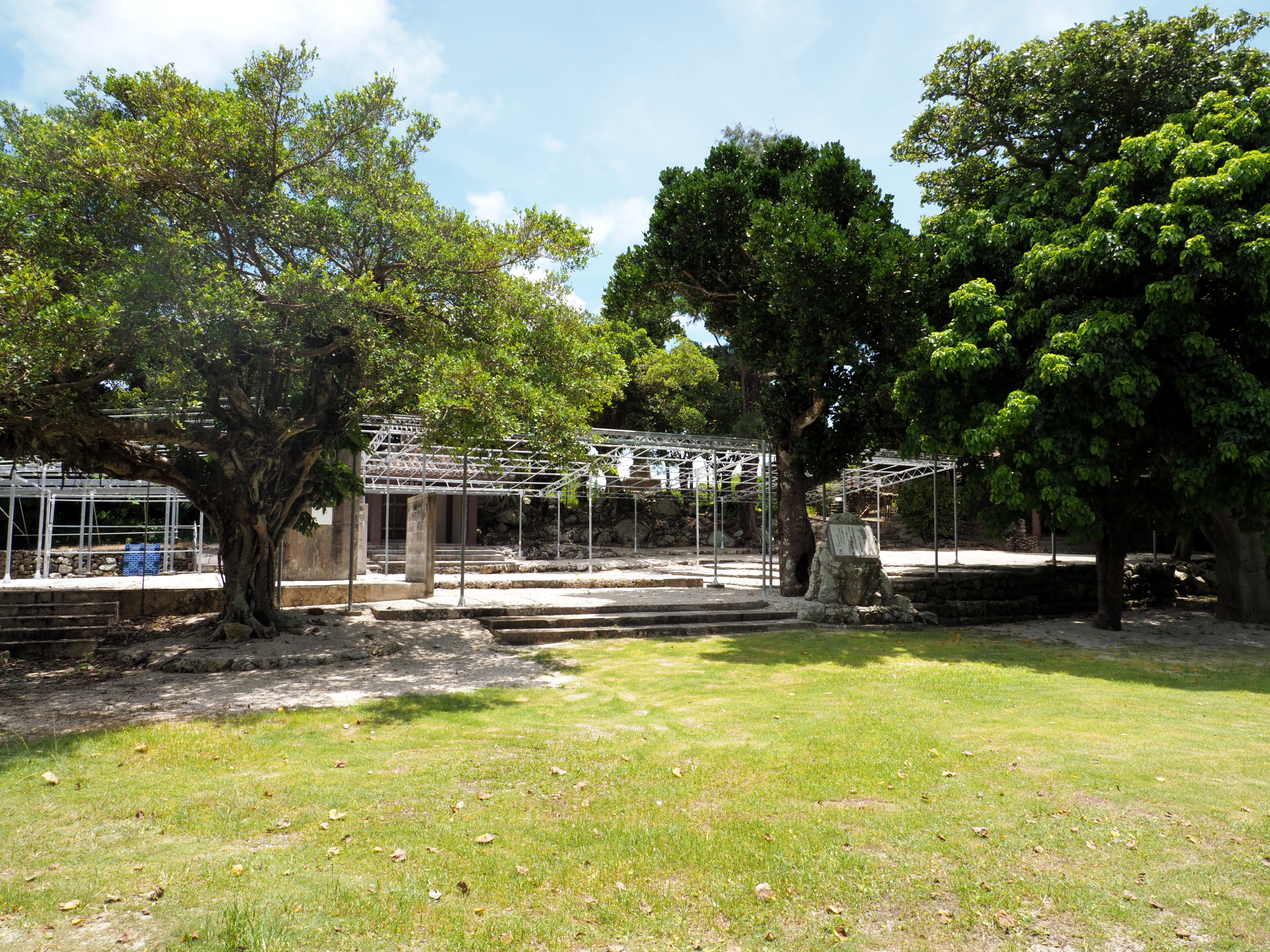
世持御嶽

八山及び九山に加えられた3つの御嶽に世持御嶽を加えた4つの御嶽を村御嶽（ムラオン、トゥクルオン）と呼ぶ。村御嶽は、地縁団体法人竹富公民館が管理している。
- 国仲御嶽（フィナーオン）
- 清明御嶽（マイヌオン）
- 西塘御嶽（ニシトウオン）
- 世持御嶽（ユームチオン）

玻座間御嶽の隣に位置する。火の神と世持ち神を祀る。種子取祭での奉納芸能の舞台となる。